# Roger Bourbonnais
Roger Bourbonnais, kanadski hokejist, * 26. oktober 1942, Edmonton, Alberta, Kanada.
Bourbonnais je vso svojo kariero igral v nižjih severnoameriških ligah za kluba Edmonton Oil Kings, 
Edmonton Flyers, zavrnil pa je prestop v profesionalni klub Detroit Red Wings. Za kanadsko reprezentanco je nastopil na dveh olimpijskih igrah, kjer je bil dobitnik ene bronaste medalje, in dveh svetovnih prvenstvih (brez olimpijskih iger), kjer je osvojil dve bronasti medalji. 